# فرقة الوفاء الفنية
فرقة الوفاء الفنية أو فريق الوفاء الفني، هي فرقة أناشيد إسلامية فلسطينية مقربة من حركة المقاومة الإسلامية (حماس)، أُسست عام 2012، مكونة من مجموعة من الأسرى المحررين في صفقة وفاء الأحرار المبعدين إلى قطاع غزة أقل واحد منهم قضى 8 سنوات في سجون الاحتلال، يُعنى بقضية الأسرى ويسخر كل جهوده الفنية لخدمة هذه القضية.

## التأسيس والطاقم
تزامن انطلاقها مع الذكرى السنوية الأولى لتنفيذ صفقة مبادلة الجندي الإسرائيلي جلعاد شاليط (صفقة وفاء الأحرار)، بينهم أعضاء الفرقة الذين أمضوا سنوات عدة في سجون الاحتلال الإسرائيلي.
قام التجمع العالمي لكسر القيد ومؤسسة الحرية للإنتاج الفني والإعلامي بإنشاء الفرقة من الأسرى المحررين أصحاب المحكومات العالية وهم: علي عصافرة، ومصعب الهشلمون، وحمودة صلاح، ورمزي العك، من أبناء الضفة الغربية وحملت الفرقة اسم «فرقة الوفاء»، وكان الهدف الأول من إنشاء هذه الفرقة هو إيصال معاناة الأسرى الذين يقبعون خلف الزنازين بلسان أسرى محررين ممن خاضوا غمار المعاناة سابقاً، وكانت نقطة انطلاق العمل للفرقة بتسجيل أنشودة من أداء الأسرى المذكورين سابقاً بحيث يتم إطلاق العمل في ذكرى الصفقة بتاريخ 18\10\2012 من خلال المهرجانات والحفلات التي ستشارك فيها الفرقة، وتم تحويل العمل لكليب فني نشر في يوم الذكرى.

## أعمال بارزة

### أغنية (أخت المرجلة)
أطلقت فرقة فنية مقربة من حركة حماس، يوم الإثنين 2015/09/14، أغنية تضمنت تهديدات لجنود تكرر اعتداؤهم على مرابطات في المسجد الأقصى.
ونشرت الأغنية أولا على حساب إعلام حماس عبر يوتيوب، وقد حملت خطابا جديدا ومختلفا عن كافة الأغاني السابقة، حيث تضمن “الفيديو كليب” الخاص بها صورا لأربعة عناصر في شرطة الاحتلال، كتب عليهم (wanted to alqassam briga) أي مطلوبون لكتائب القسام، مع إشارة “داونلود” مقصود بأن موعد الانتقام اقترب.
وتضمن الفيديو لقطات لعمليات نفذت في القدس المحتلة خلال الأشهر الأخيرة، وصورا للشهيدين عدي وغسان أبو جمل، منفذا العملية الفدائية في كنيس لليهود المتطرفين غربي القدس، والشهيد إبراهيم العكاري وأحد منفذي عمليات الدهس في المدينة، والشهيد معتز حجازي الذي اغتيل بعد اتهامه بمحاولة اغتيال الحاخام المتطرف يهودا غليك.
وأكدت الأغنية التي حملت عنوان “أخت المرجلة” أن الرد على جرائم الاحتلال بحق المرابطات قادم من جميع المناطق الفلسطينية المحتلة، داعية الاحتلال للمواجهة “برا وبحرا وجوا”، فيما تضمن الفيديو صورا لتدريبات وعمليات نفذتها كتائب القسام في قطاع غزة.
كما استخدم الفيديو لقطات من فيديوهات لعملية طعن وقعت ضد مستوطنين في متجر إسرائيلي، وتضمن أيضا مشاهد تمثيلية لعمليات قتل مستوطنين وعناصر شرطة بالرصاص على حواجز إسرائيلية، ودعت كلمات الأغنية الضفة إلى الثورة مذكرة بدورها الكبير في المقاومة خلال العقود الماضية.
ويعتبر هذا الأسلوب جديدا على الفن الفلسطيني المؤيد للمقاومة، فلم يسبق أن تم في أغنية نشر صور لإسرائيليين بعينهم والتهديد بقتلهم، سواء كانوا مستوطنين أو جنودا أو حتى قيادات.

## قائمة الأعمال الفنية
| العمل الفني     |
| --------------- |
| بسم الله وكبرنا |
| هنا أعددنا لكم  |
| أخت المرجلة     |
| احنا رجال الضفة |
| تراتيل الغضب    |
| قم وقاوم        |
| دم الحراير      |
| ثائر يا وطن     |
| فرسان الراية    |
| دمي دمك         |
| قادم            |
| فصل الخطاب      |

## روابط خارجية
- مؤسسة الحرية للإنتاج الفني على اليوتيوب